# 多尔穆瓦地区枫丹
多尔穆瓦地区枫丹（法語：Fontaine-en-Dormois）是法国马恩省的一个市镇，位于该省东北部，属于圣默努区。该市镇总面积5.29平方公里，2009年时的人口为22人。

## 人口
多尔穆瓦地区枫丹人口变化图示